# CD'Aujourd'hui
CD'Aujourd'hui était une émission de télévision française diffusée sur France 2 (puis rediffusée sur France 4) du 2 avril 2001 au 28 juin 2013.

## Diffusion
L'émission, d'une durée de 2 minutes, était diffusée du lundi au vendredi à 10h45, 17h50 et 00h30.
Le samedi, un semainier annonçait les 5 émissions de la semaine à venir juste avant On n'est pas couché.
En juin 2013, le groupe France Télévisions confirme l'arrêt de l'émission. Le magazine Alcaline, l'instant en reprend le principe court et quotidien

## Principe
Le principe, efficace et simple, consiste à présenter chaque jour un artiste sans, a priori, de style, de notoriété parmi les nouveautés qui sortent en CD.
Plusieurs artistes ont ainsi pu faire leur première apparition télévisée (Renan Luce, Carla Bruni, Cali, etc.).

## Logos

Ancien logo de CD'Aujourd'hui
Actuel logo de CD'Aujourd'hui

## Musique Générique
Musique générique par Emmanuel Reverdi